# مردافکن
مردافکن فیلمی به کارگردانی رضا صفایی و نویسندگی حبیب‌الله کسمایی محصول سال ۱۳۵۰ است.

## بازیگران
- ایرج رستمی
- شهین
- علی میری
- هایک
- ناتاشا
- محسن آراسته
- نوشین
- حسن رضایی